# Cleocnemis moschata
Cleocnemis moschata es una especie de araña cangrejo del género Cleocnemis, familia Philodromidae. Fue descrita científicamente por Mello-Leitão en 1943.

## Distribución
Esta especie se encuentra en Brasil.